# Sportliche Vereinigung Blau-Weiß 1890 1984-1985
Questa voce raccoglie le informazioni riguardanti la Sportliche Vereinigung Blau-Weiß 1890 nelle competizioni ufficiali della stagione 1984-1985.

## Stagione
Nella stagione 1984-1985 il Blau-Weiss Berlin, allenato da Stefan Sprey e Bernd Hoss, concluse il campionato di 2. Bundesliga al 7º posto. In Coppa di Germania il Blau-Weiss Berlin fu eliminato al primo turno dal Borussia M'gladbach.

## Rosa
| N. |                                 | Ruolo | Calciatore       |
| -- | ------------------------------- | ----- | ---------------- |
|    | Germania (bandiera)             | P     | Holger Gehrke    |
|    | Germania (bandiera)             | P     | Reinhard Mager   |
|    | Germania (bandiera)             | D     | Jürgen Backhaus  |
|    | Germania (bandiera)             | D     | Dieter Brefort   |
|    | Germania (bandiera)             | D     | Alf Fistler      |
|    | Germania (bandiera)             | D     | Bernd Gerber     |
|    | Germania (bandiera)             | D     | Jürgen Haller    |
|    | Germania (bandiera)             | D     | Manfred Hellmann |
|    | Bosnia ed Erzegovina (bandiera) | D     | Esad Mehmedalić  |
|    | Germania (bandiera)             | D     | Michael Schmidt  |
|    | Germania (bandiera)             | D     | Werner Schreiner |
|    | Germania (bandiera)             | D     | Helmut Schweger  |

| N. |                     | Ruolo | Calciatore        |
| -- | ------------------- | ----- | ----------------- |
|    | Norvegia (bandiera) | C     | Vetle Andersen    |
|    | Germania (bandiera) | C     | Norbert Bebensee  |
|    | Irlanda (bandiera)  | C     | Alan Clarke       |
|    | Germania (bandiera) | C     | Egon Flad         |
|    | Germania (bandiera) | C     | Hans-Peter Stark  |
|    | Germania (bandiera) | A     | Leo Bunk          |
|    | Germania (bandiera) | A     | Stefan Dinauer    |
|    | Germania (bandiera) | A     | Jörg Gaedke       |
|    | Germania (bandiera) | A     | Jürgen Kirschbaum |
|    | Germania (bandiera) | A     | Bernd Krumbein    |
|    | Germania (bandiera) | A     | Bodo Mattern      |
|    | Germania (bandiera) | A     | Christian Müller  |

## Organigramma societario
Area tecnica
- Allenatore: Bernd Hoss
- Allenatore in seconda:
- Preparatore dei portieri:
- Preparatori atletici:

## Calciomercato

### Sessione estiva
| Acquisti | Acquisti         | Acquisti          | Acquisti |
| R.       | Nome             | da                | Modalità |
| -------- | ---------------- | ----------------- | -------- |
| C        | Vetle Andersen   | Start             |          |
| D        | Dieter Brefort   | Amburgo           |          |
| A        | Stefan Dinauer   | Bayern Monaco     |          |
| C        | Egon Flad        | Kickers Stoccarda |          |
| A        | Jörg Gaedke      | Charlottenburg    |          |
| D        | Bernd Gerber     | Bochum            |          |
| D        | Jürgen Haller    | Augusta           |          |
| D        | Manfred Hellmann | Atlas Delmenhorst |          |
| P        | Reinhard Mager   | Bochum            |          |
| D        | Werner Schreiner | Augusta           |          |
| D        | Helmut Schweger  | Holstein Kiel     |          |

| Cessioni | Cessioni           | Cessioni        | Cessioni |
| R.       | Nome               | a               | Modalità |
| -------- | ------------------ | --------------- | -------- |
| C        | Kim Konrad         | Preußen Münster |          |
| A        | Lothar Leiendecker | Bocholt         |          |

### Sessione invernale
| Acquisti | Acquisti     | Acquisti              | Acquisti |
| R.       | Nome         | da                    | Modalità |
| -------- | ------------ | --------------------- | -------- |
| A        | Bodo Mattern | Eintracht Francoforte |          |

| Cessioni | Cessioni | Cessioni | Cessioni |
| R.       | Nome     | a        | Modalità |
| -------- | -------- | -------- | -------- |

## Risultati

### 2. Bundesliga

#### Girone di andata
| Arbitro: | Eli |

|                |           |                      |
| Kirschbaum 66’ | Marcatori | 45’ Hach 47’ Brandts |

| Arbitro: | Osmers |

|                       |           |                    |
| Kügler 28’ Kunkel 65’ | Marcatori | 87’ (rig.) Brefort |

| Arbitro: | Puchalski |

|                                    |           |                       |
| Bebensee 40’ Gaedke 47’ Müller 81’ | Marcatori | 16’, 90’ (rig.) Kempa |

| Arbitro: | Huster |

|                                                       |           |                                           |
| Elm 3’ (rig.), 68’ (rig.) Eggeling 6’, 58’ Krüger 45’ | Marcatori | 40’ Bunk 56’ Gaedke 63’ (rig.) Kirschbaum |

| Arbitro: | Boos |

|                 |           |  |
| Gaedke 48’, 66’ | Marcatori |  |

| Arbitro: | Diekert |

|                              |           |              |
| Kuhl 28’, 75’, 90’ Ossen 37’ | Marcatori | 81’ Bebensee |

| Arbitro: | Heitmann |

|                         |           |                       |
| Bebensee 16’ Müller 50’ | Marcatori | 65’ Knauf 88’ Schreml |

| Arbitro: | Schäfer |

|                      |           |  |
| Grillemeier 44’, 69’ | Marcatori |  |

| Arbitro: | Amerell |

|            |           |                                      |
| Gaedke 61’ | Marcatori | 21’ Gue 38’ Schaub 51’ (rig.) Giesel |

| Arbitro: | Zimmermann |

|                                   |           |            |
| Bittorf 71’ Lottermann 83’ (rig.) | Marcatori | 39’ Gaedke |

| Arbitro: | Vasel |

|                                    |           |  |
| Kirschbaum 12’ Gaedke 47’ Bunk 90’ | Marcatori |  |

| Arbitro: | Kost |

|                           |           |                |
| Löffler 45’ Pilipović 55’ | Marcatori | 65’ Kirschbaum |

| Berlino 3 novembre 1984, ore 15:00 CET 13ª giornata | Blau-Weiß Berlin | 0 – 0 referto | Fortuna Colonia | Stadio Olimpico (1 200 spett.)\| Arbitro: \| Kasperowski \| |
| Arbitro:                                            | Kasperowski      |               |                 |                                                             |

| Arbitro: | Probst |

|            |           |                             |
| Hobday 27’ | Marcatori | 58’ Bebensee 70’ Kirschbaum |

| Arbitro: | Retzmann |

|                         |           |                        |
| Bunk 24’ Kirschbaum 63’ | Marcatori | 18’ Szesni 71’ Blättel |

| Arbitro: | Niebergall |

|           |           |            |
| Radin 20’ | Marcatori | 33’ Gerber |

| Arbitro: | Weber |

|                              |           |  |
| Bunk 60’ (rig.) Hellmann 68’ | Marcatori |  |

| Arbitro: | Matheis |

|            |           |            |
| Gerber 49’ | Marcatori | 50’ Wenzel |

| Arbitro: | Bodmer |

|                             |           |                                                        |
| Burgsmüller 22’, 58’ (rig.) | Marcatori | 6’ Mattern 17’ Gaedke 40’ Bunk 61’ Bebensee 86’ Müller |

#### Girone di ritorno
| Arbitro: | Puchalski |

|          |           |                    |
| Hach 48’ | Marcatori | 25’, 67’, 87’ Bunk |

| Arbitro: | Bruch |

|  |           |              |
|  | Marcatori | 80’ Steubing |

| Arbitro: | Steffens |

|                           |           |                             |
| Neipp 8’, 36’ Schmidt 38’ | Marcatori | 49’, 80’ Gaedke 90’ Mattern |

| Arbitro: | Hontheim |

|                            |           |  |
| Bunk 49’, 71’ Schweger 82’ | Marcatori |  |

| Arbitro: | Niebergall |

|            |           |             |
| Dooley 57’ | Marcatori | 72’ Mattern |

| Arbitro: | Wahmann |

|                                 |           |          |
| Bunk 45’ (rig.) Gaedke 56’, 85’ | Marcatori | 32’ Emig |

| Arbitro: | Bodmer |

|               |           |                                                 |
| Deuerling 18’ | Marcatori | 5’ Schweger 61’ Bebensee 76’ Mattern 88’ Gaedke |

| Arbitro: | Dellwing |

|  |           |                      |
|  | Marcatori | 43’, 56’ Grillemeier |

| Arbitro: | Scheuerer |

|                          |           |                 |
| Surmann 21’ Hartmann 28’ | Marcatori | 79’ (rig.) Bunk |

| Arbitro: | Reinstädtler |

|  |           |                       |
|  | Marcatori | 30’ Stenzel 63’ Geyer |

| Arbitro: | Broska |

|                |           |           |
| Struckmann 15’ | Marcatori | 4’ Gaedke |

| Arbitro: | Waltert |

|                                       |           |  |
| Bebensee 65’ Schweger 77’ Mattern 81’ | Marcatori |  |

| Arbitro: | Dellwing |

|             |           |  |
| Richter 45’ | Marcatori |  |

| Arbitro: | Werner |

|                       |           |  |
| Bebensee 45’ Flad 63’ | Marcatori |  |

| Arbitro: | Huster |

|             |           |                       |
| Blättel 16’ | Marcatori | 73’ Bebensee 84’ Bunk |

| Arbitro: | Hontheim |

|                  |           |              |
| Mattern 38’, 64’ | Marcatori | 89’ Schummer |

| Bürstadt 25 maggio 1985, ore 15:00 CEST 36ª giornata | VfR Bürstadt | 0 – 0 referto | Blau-Weiß Berlin | Robert-Kölsch-Stadion (2 500 spett.)\| Arbitro: \| Heitmann \| |
| Arbitro:                                             | Heitmann     |               |                  |                                                                |

| Arbitro: | Brückner |

|              |           |  |
| Beermann 36’ | Marcatori |  |

| Arbitro: | Niebergall |

|                                                                            |           |                                                      |
| Gerber 4’ Schweger 12’ Haller 26’ Bunk 50’ (rig.) Bebensee 74’ Mattern 83’ | Marcatori | 15’ Schneider 31’ (aut.) Gerber 63’, 75’ Burgsmüller |

### Coppa di Germania
| Arbitro: | Schütte |

|                                          |           |              |
| Borowka 5’ Mill 39’, 87’ Hochstätter 44’ | Marcatori | 23’ Hellmann |

## Statistiche

### Statistiche di squadra
| Competizione      | Punti | In casa | In casa | In casa | In casa | In casa | In casa | In trasferta | In trasferta | In trasferta | In trasferta | In trasferta | In trasferta | Totale | Totale | Totale | Totale | Totale | Totale | DR  |
| Competizione      | Punti | G       | V       | N       | P       | Gf      | Gs      | G            | V            | N            | P            | Gf           | Gs           | G      | V      | N      | P      | Gf     | Gs     | DR  |
| ----------------- | ----- | ------- | ------- | ------- | ------- | ------- | ------- | ------------ | ------------ | ------------ | ------------ | ------------ | ------------ | ------ | ------ | ------ | ------ | ------ | ------ | --- |
| 2. Bundesliga     | 39    | 19      | 10      | 4       | 5       | 36      | 23      | 19           | 5            | 5            | 9            | 30           | 33           | 38     | 15     | 9      | 14     | 66     | 56     | +10 |
| Coppa di Germania | -     | 0       | 0       | 0       | 0       | 0       | 0       | 1            | 0            | 0            | 1            | 1            | 4            | 1      | 0      | 0      | 1      | 1      | 4      | -3  |
| Totale            | 39    | 19      | 10      | 4       | 5       | 36      | 23      | 20           | 5            | 5            | 10           | 31           | 37           | 39     | 15     | 9      | 15     | 67     | 60     | +7  |

### Andamento in campionato
| Giornata  | 1  | 2  | 3  | 4  | 5  | 6  | 7  | 8  | 9  | 10 | 11 | 12 | 13 | 14 | 15 | 16 | 17 | 18 | 19 | 20 | 21 | 22 | 23 | 24 | 25 | 26 | 27 | 28 | 29 | 30 | 31 | 32 | 33 | 34 | 35 | 36 | 37 | 38 |
| --------- | -- | -- | -- | -- | -- | -- | -- | -- | -- | -- | -- | -- | -- | -- | -- | -- | -- | -- | -- | -- | -- | -- | -- | -- | -- | -- | -- | -- | -- | -- | -- | -- | -- | -- | -- | -- | -- | -- |
| Luogo     | C  | T  | C  | T  | C  | T  | C  | T  | C  | T  | C  | T  | C  | T  | C  | T  | C  | C  | T  | T  | C  | T  | C  | T  | C  | T  | C  | T  | C  | T  | C  | T  | C  | T  | C  | T  | T  | C  |
| Risultato | P  | P  | V  | P  | V  | P  | N  | P  | P  | P  | V  | P  | N  | V  | N  | N  | V  | N  | V  | V  | P  | N  | V  | N  | V  | V  | P  | P  | P  | N  | V  | P  | V  | V  | V  | N  | P  | V  |
| Posizione | 14 | 18 | 13 | 17 | 15 | 15 | 16 | 18 | 18 | 18 | 17 | 18 | 18 | 17 | 17 | 16 | 15 | 15 | 9  | 9  | 10 | 10 | 9  | 9  | 8  | 7  | 9  | 10 | 11 | 10 | 7  | 9  | 8  | 7  | 6  | 7  | 8  | 7  |

Legenda:

Luogo: C = Casa; T = Trasferta. Risultato: V = Vittoria; N = Pareggio; P = Sconfitta.

### Statistiche dei giocatori
| Giocatore     | 2. Bundesliga | 2. Bundesliga | 2. Bundesliga | 2. Bundesliga | Coppa di Germania | Coppa di Germania | Coppa di Germania | Coppa di Germania | Totale   | Totale | Totale      | Totale     |
| Giocatore     | Presenze      | Reti          | Ammonizioni   | Espulsioni    | Presenze          | Reti              | Ammonizioni       | Espulsioni        | Presenze | Reti   | Ammonizioni | Espulsioni |
| ------------- | ------------- | ------------- | ------------- | ------------- | ----------------- | ----------------- | ----------------- | ----------------- | -------- | ------ | ----------- | ---------- |
| V. Andersen   | 3             | 0             | 0             | 0             | 0                 | 0                 | 0                 | 0                 | 3        | 0      | 0           | 0          |
| J. Backhaus   | 2             | 0             | 0             | 0             | 1                 | 0                 | 0                 | 0                 | 3        | 0      | 0           | 0          |
| N. Bebensee   | 34            | 10            | 4             | 1             | 0                 | 0                 | 0                 | 0                 | 34       | 10     | 4           | 1          |
| D. Brefort    | 23            | 1             | 1             | 0             | 1                 | 0                 | 0                 | 0                 | 24       | 1      | 1           | 0          |
| L. Bunk       | 36            | 14            | 1             | 0             | 1                 | 0                 | 0                 | 0                 | 37       | 14     | 1           | 0          |
| A. Clarke     | 8             | 0             | 0             | 0             | 0                 | 0                 | 0                 | 0                 | 8        | 0      | 0           | 0          |
| S. Dinauer    | 9             | 0             | 1             | 0             | 1                 | 0                 | 0                 | 0                 | 10       | 0      | 1           | 0          |
| A. Fistler    | 9             | 0             | 1             | 0             | 1                 | 0                 | 0                 | 0                 | 10       | 0      | 1           | 0          |
| E. Flad       | 30            | 1             | 5             | 2             | 0                 | 0                 | 0                 | 0                 | 30       | 1      | 5           | 2          |
| J. Gaedke     | 33            | 14            | 2             | 0             | 1                 | 0                 | 0                 | 0                 | 34       | 14     | 2           | 0          |
| H. Gehrke     | 3             | 0             | 0             | 0             | 0                 | 0                 | 0                 | 0                 | 3        | 0      | 0           | 0          |
| B. Gerber     | 28            | 3             | 6             | 0             | 0                 | 0                 | 0                 | 0                 | 28       | 3      | 6           | 0          |
| J. Haller     | 37            | 1             | 6             | 0             | 1                 | 0                 | 1                 | 0                 | 38       | 1      | 7           | 0          |
| M. Hellmann   | 31            | 1             | 2             | 0             | 1                 | 1                 | 0                 | 0                 | 32       | 2      | 2           | 0          |
| J. Kirschbaum | 17            | 6             | 3             | 0             | 1                 | 0                 | 0                 | 0                 | 18       | 6      | 3           | 0          |
| B. Krumbein   | 3             | 0             | 0             | 0             | 0                 | 0                 | 0                 | 0                 | 3        | 0      | 0           | 0          |
| R. Mager      | 35            | 0             | 2             | 0             | 1                 | 0                 | 0                 | 0                 | 36       | 0      | 2           | 0          |
| B. Mattern    | 19            | 8             | 4             | 0             | 0                 | 0                 | 0                 | 0                 | 19       | 8      | 4           | 0          |
| E. Mehmedalić | 4             | 0             | 0             | 1             | 1                 | 0                 | 0                 | 0                 | 5        | 0      | 0           | 1          |
| C. Müller     | 16            | 3             | 2             | 0             | 0                 | 0                 | 0                 | 0                 | 16       | 3      | 2           | 0          |
| M. Schmidt    | 36            | 0             | 3             | 0             | 1                 | 0                 | 0                 | 0                 | 37       | 0      | 3           | 0          |
| W. Schreiner  | 9             | 0             | 4             | 0             | 1                 | 0                 | 0                 | 0                 | 10       | 0      | 4           | 0          |
| H. Schweger   | 28            | 4             | 1             | 0             | 0                 | 0                 | 0                 | 0                 | 28       | 4      | 1           | 0          |
| H. Stark      | 32            | 0             | 7             | 0             | 0                 | 0                 | 0                 | 0                 | 32       | 0      | 7           | 0          |